# يو دوان
يو دوان (باليابانية: 堂安憂) هو لاعب كرة قدم ياباني في مركز الوسط، ولد في 14 ديسمبر 1995 في أماغاساكي في اليابان. لعب مع AC Nagano Parceiro ‏.

## وصلات خارجية
- يو دوان على موقع رابطة كرة القدم اليابانية للمحترفين (اليابانية)
- يو دوان على موقع Soccerway.com (الإنجليزية)